# Кампания за права человека

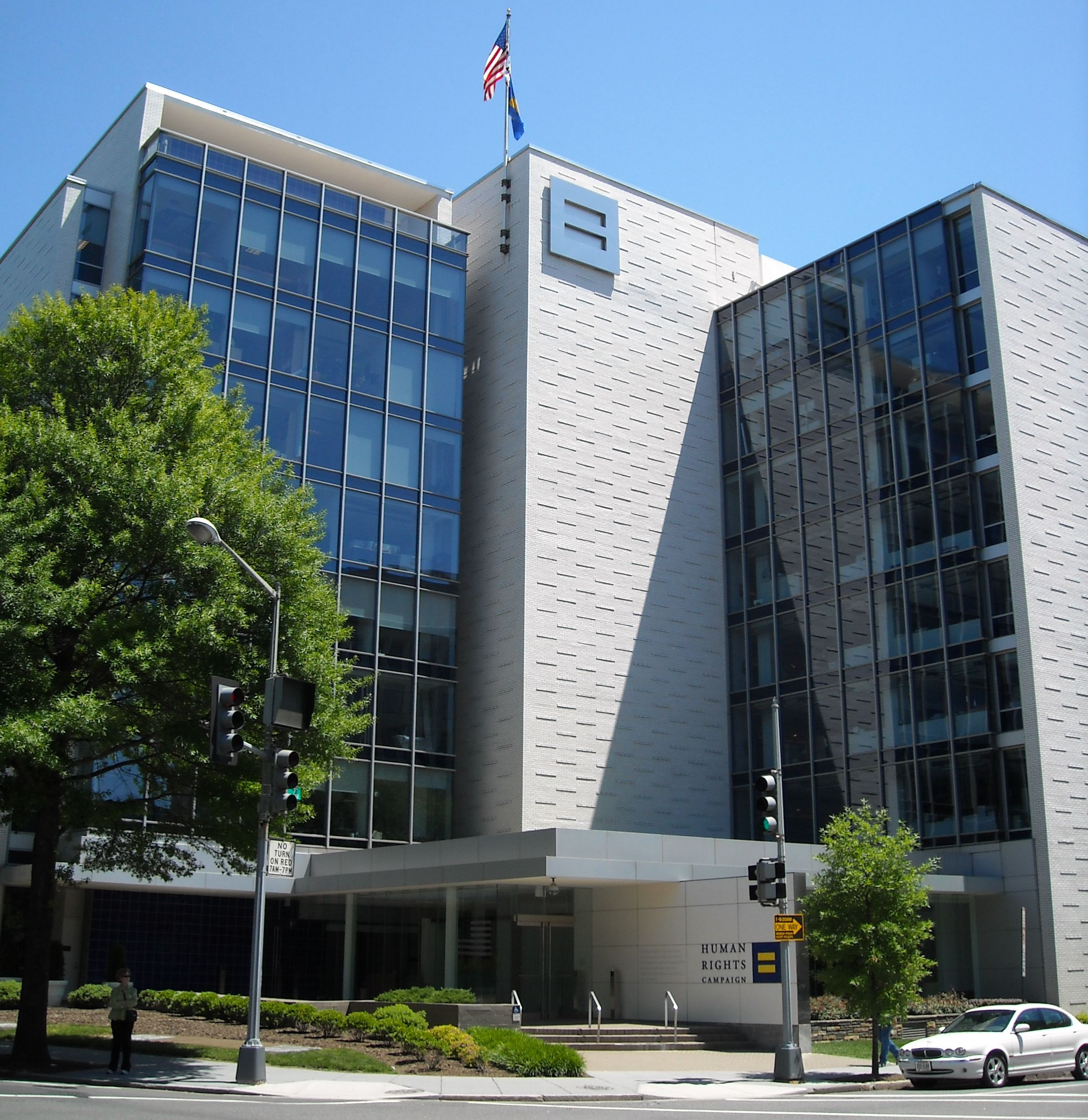
Офис в Вашингтоне

Кампания за права человека (англ. Human Rights Campaign, HRC) — одна из крупнейших ЛГБТ-организаций США, ставящая своей целью защиту прав лесбиянок, гомосексуалов, бисексуалов и трансгендеров. Организация «видит будущее Америки как свободной и демократической страны, где всем людям, ощущающим свою принадлежность к ЛГБТ, гарантированы равные права и уважение, и где эти люди могут быть открытыми в своём самовыражении, свободными и чувствовать себя в безопасности и дома, и на работе, и в обществе».

## Программы, цели и задачи организации
«Кампания за права человека» — заметное явление в политической жизни США. Организация лоббирует конгресс США в пользу принятия биллей и законопроектов, способствующих улучшению правового положения ЛГБТ, защите от дискриминации, повышению терпимости. Организация также стремится к созданию более дружественной к ЛГБТ атмосферы в Конгрессе, финансирует выборы политиков, которые поддерживают равные права для ЛГБТ, мобилизует активистов гражданского общества для проведения акций прямого действия и поощряет своих членов пользоваться своим избирательным правом на каждых выборах.
На своём веб-сайте организация предоставляет своим членам и всем заинтересованным лицам различную полезную информацию, в частности, публикует списки муниципальных, региональных и федеральных законодателей, отслеживает их публичные высказывания и открытые голосования по вопросам, касающимся ЛГБТ, и на этой основе делает рейтинги терпимости законодателей, которые могут служить для заинтересованных людей руководством к тому, за кого или против кого голосовать на выборах. На том же сайте можно найти информацию о законах, касающихся ЛГБТ, в различных городах, штатах и на федеральном уровне. Организация также помогает составлять и отсылать коллективные письма от избирателей законодателям.
Кроме того, «Кампания за права человека» распространяет информацию для ЛГБТ о том, как правильно совершить каминг-аут (coming out) и о том, какие компании и корпорации наиболее терпимо относятся к ЛГБТ сотрудникам на работе (так называемый «Индекс корпоративного равенства»).

## История организации
Фонд «Кампании за права человека» был основан в 1980 году Стивом Эндином с целью сбора денег для поддержки толерантных к ЛГБТ кандидатов в Конгресс. Через три месяца после основания «Кампания за права человека» была зарегистрирована Федеральной избирательной комиссией США как независимая, непартийная организация прямого политического действия. В 1983 году Вик Басиль, один из ведущих активистов движения за права ЛГБТ в Вашингтоне, был избран первым исполнительным директором организации. В октябре 1986 года был основан благотворительный фонд, аффилированный с организацией «Кампания за права человека». Как и многие ЛГБТ-организации в 1980-х годах, «Кампания за права человека» сильно пострадала от начавшейся в связи с эпидемией СПИДа истерии, сильно сократившей ряды её членов и её политическую базу. Лишь сравнительно недавно, в конце 90-х и начале 2000-х годов, организация сумела восстановить своё политическое влияние.
В январе 1989 года Вик Басиль объявил об уходе со своего поста. После его ухода «Кампания за права человека» была реорганизована из «политической организации прямого действия» в более респектабельную лоббистскую политическую организацию, ставящую своей целью не столько прямое действие, сколько лоббирование изменений в законодательстве через Конгресс и легислатуры городов и штатов. Программные положения «Кампании за права человека» были сформулированы следующим образом: «Мы стремимся к улучшению социального самочувствия геев, лесбиянок, бисексуалов и трансгендеров с помощью написания, поддержки и влияния на принятие законопроектов и регулятивных документов на федеральном, региональном и городском уровне». Тим МакФили, магистр права, окончивший Гарвардский Университет, основатель Бостонского альянса геев и лесбиянок и сопредседатель регионального отделения HRC в штате Новая Англия, был избран новым исполнительным директором. Общее количество членов организации тогда составляло 25000 человек.
В 1992 году HRC впервые решилась открыто поддержать того или иного кандидата на пост президента США. Поддерживаемым кандидатом был Билл Клинтон, в то время губернатор штата Арканзас. В марте 1993 года HRC запустила проект «Национальный день каминаута».
С января 1995 года до января 2004 организацией руководила в должности исполнительного директора Элизабет Бирч. Её руководство было очень успешным для организации: численность её членов выросла более чем в 4 раза и достигла 500000 (полумиллиона) человек. Организация также смогла в этот период купить престижное многоэтажное здание для своего офиса в Вашингтоне.
Это здание было куплено HRC у еврейской организации «Бней Брит» в 2002 году за 9.8 миллиона долларов. Последовавшая за этим большая общенациональная кампания по сбору средств на капитальный ремонт здания принесла организации более 28 миллионов долларов. После того, как более $10 млн были истрачены на капитальный ремонт, здание стало оцениваться более чем в 18 млн долл.
В августе 2000 года Элизабет Бирч стала первым в истории США лидером ЛГБТ организации, выступившим перед общенациональным конгрессом Демократической партии США. Её преемник на посту руководителя организации, Черил Джекс была уволена с поста в ноябре 2004 года после всего 11 месяцев пребывания на должности. В сообщении для прессы, распространённом организацией по этому поводу, говорилось, что Черил была уволена ввиду несогласия членов организации с её методами руководства и её философией. Гражданская супруга Элизабет Бирч, Хилари Роузен, бывший исполнительный директор RIAA (Ассоциации производителей звукозаписей), стала временным исполняющим обязанности руководителя организации.
9 марта 2005 года «Кампания за права человека» провозгласила новым избранным президентом организации Джо Салмонезе, описывая его как «одного из наиболее успешных и уважаемых общенациональных прогрессивных лидеров».
«Кампания за права человека» управляется, помимо Президента, ещё и Советом директоров и Советом уполномоченных. Благотворительный фонд «Кампании за права человека» имеет собственное бюро. В декабре 2004 года Фонд назвал секретарём фонда Майкла Бермана.

### Лидеры организации
1. Стив Эндин, основатель (1980—1983)
2. Исполнительный директор Вик Басиль (1983—1989)
3. Исполнительный директор Тим МакФили (1989—1995)
4. Исполнительный директор Элизабет Бирч (1995—2004)
5. Президент Черил Джекс (2004)
6. Президент Джо Салмонезе (2005—2012)
7. Президент Чад Гриффин[англ.] (2012—настоящее время)